# 日本武道医学
日本武道医学（にほんぶどういがく、英語: Japan Martial Arts Medicine）は、1956年（昭和33年）に、中山清（1907年 - 1994年）によって創始された総合手技療法の大系である。
中山清は現代柔道整復術との理念の違いから柔道整復と決別し武道医学を大系づけた。なお、一つの学科または学門として考えた場合は、総合的に「武道医学」と呼んでいるが、一つの流派として考える場合は、「武医術」 と呼んでいる。
日本武道医学は中山清の薫陶を受けたサイード・パリッシュ・サーバッジュー（Saeed Sarvatjoo、1957年 -)に受け継がれている。

## 組織的体系
日本武道医学は、以下の3つの組織大系からなる。
1. 一般社団法人日本武道医学会（非営利型社団法人）武道医学の社会的な活動を行う団体
2. 日本武道医学研修道場（武道の研修機関）
3. 日本武道医学専門学院（手技医療の研修機関）

## 学門的大系
武道医学は、「医の門」（医法）と「武の門」（武法）に大系される。
医の門（医法）は、次の部門からなる：
1. 手技医学研修部門： 日本の伝統整体術（武道整体）に加えオステオパシー、カイロプラクティック等の研究・研修を行う。
2. 東洋医学研修部門：  東洋医学を武道医学的な立場で研究・研修の対象にしている。
3. 整骨医学研修部門： 古来から日本武道に伝わる伝統の整骨技法の保存を目的とする。
4. 各種伝統医学研修部門： アーユルヴェーダ、ユナニ医学（ユーナニ医学）、仏教医学、チベット医学などの研究・研修を行う。

武の門（武法）は、次の部門からなる：
1. 柔術： とりわけ天神真楊流柔術、真之神道流等の殺活法の研究・研修を行う。
2. 養成部門： 気体調整法とトーンアップ・ヨガ、強腱導引術などからなる。体力増強、健康維持と予防を目的にした経絡動作法を行う。

## その他
中山清は、インド哲学や東洋哲学を専攻していた傍ら、武道医学の特に活法の効能を、宗教的、哲学的および超自然現象的な立場から深く研究の対象にし、武道医学独特の哲理を説いた。